# 臺南縣二二八紀念碑
23°19′21″N 120°18′40″E / 23.322525°N 120.310996°E
臺南縣二二八紀念碑，位在臺灣臺南市新營區新營體育場旁的二二八和平紀念碑，1996年落成。

## 造型
臺南縣二二八紀念碑外圍為拱形涼亭，以石板道連接碑體及背後的大草坪。碑體分為稱為「望夫門」的主體、與名為「族群融合」的青銅藝術。
主體高度27公尺，頂端9公尺為母親抱嬰兒、倚門引頸形象的青銅塑像。此像曾被建造商以安全為由，改成貼近門邊。塑像上下則各為代表未來新希望的結穗稻米、及象徵吃苦耐勞的蕃薯。塑像下為18公尺的鋼筋混凝土，並且以180度扭曲以象徵過去被扭曲的臺灣史。

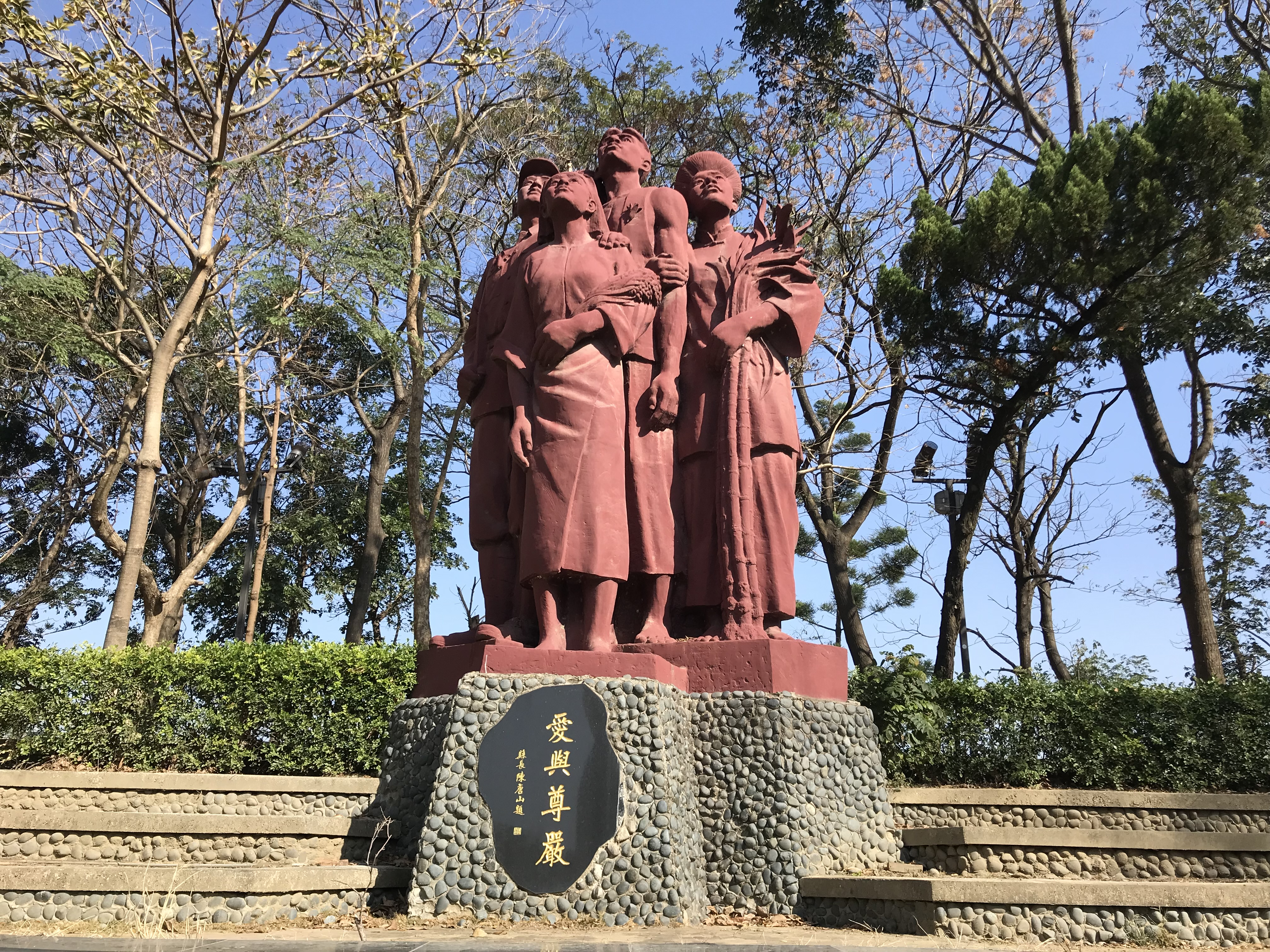
「愛與尊嚴」

主體背後為高6公尺的臺灣四大族群塑像，有臂夾稻米的平埔族婦女、肩扛香蕉的閩南壯漢、手持甘蔗的客家農婦、右肩荷槍與胸插玉蘭花的外省軍人。其塑像的「愛與尊嚴」、「二二八紀念碑」大字分別為書法家王英雄、陳秋野書寫。除有紀念碑文，落成後於1999、2004年刻上台南縣受難者名單。

## 建立
1993年2月28日，台南縣二二八關懷聯合會在新營市圓環遊行，由目睹二二八事件的新營鎮前鎮長沈義人（原名沈瓊南）演講，並為建立紀念碑作象徵性的動土儀式。之前調查，黃媽典就於1947年4月22日在新營圓環遭處決。
1995年1月4日，臺南縣二二八紀念碑籌備會議，通過選擇將紀念碑設於新營，理由為新營市牽扯的事件人數最多、且為臺南縣縣治。如當地醫師沈乃霖就因該事件入獄。2月17日，以地大、綠地多、交通與停車方便、平日人潮多等而具社教意義等優點，通過以新營體育場的西北側為建碑地。整體工程委由成功大學教授林憲德規劃、建築師卓建光設計監造。1995年9月24日，動工。土木、與雕像分別耗資新台幣336萬元、888萬元。
施工期原定90個日曆天，但土木承包商認為碑體在彎曲上施工困難，而要求展延。之後，1996年2月2日安裝「望夫門」雕像時，負責雕像設計的謝棟樑察覺位置與原設計不符，由縣政府民政局禮俗文物課長李世雄命承包商改回原位。整體工程拖到2月17日才複驗通過。
1996年2月28日和平紀念日，上午9點30分，由縣長陳唐山和副議長周五六共同主持舉行啟用典禮時，總統府參議黃崑虎、立委謝錦川、國大代表顏耀星、遺族代表蔡士上、王克紹、沈義人、沈乃霖、沈登淵等人參與。
台南縣市合併後，2011年和平紀念日，台南市政府先於安平區的臺南市二二八紀念碑舉行，明年再輪到新營區的台南縣二二八紀念碑，以兩處輪辦作處理。

## 外部連結
- 台北二二八紀念館-全台紀念碑與紀念館-臺南市二二八紀念碑之一 （页面存档备份，存于）